# Hervorragender Wissenschaftler des Volkes

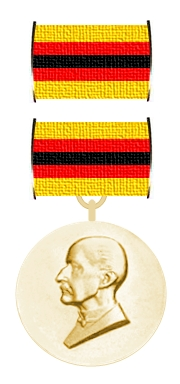
Die Medaille zum Ehrentitel Hervorragender Wissenschaftler des Volkes

Hervorragender Wissenschaftler des Volkes war eine staatliche Auszeichnung  der Deutschen Demokratischen Republik (DDR), welche in Form eines Ehrentitels mit Urkunde und einer tragbaren Medaille verliehen wurde. Sie wurde am 8. November 1951 von der Regierung der DDR gestiftet. Die ersten Verleihungen fanden 1952 statt.

## Grundlagen
Wissenschaftler, die sich auf den Gebieten der naturwissenschaftlichen, technischen, medizinischen, land- und forstwirtschaftlichen oder gesellschaftswissenschaftlichen und der sprachwissenschaftlichen Forschung und Lehre durch hervorragende Gesamtleistungen um die Weiterentwicklung der Wissenschaften im Dienste des Friedens verdient gemacht hatten, konnten den Ehrentitel Hervorragender Wissenschaftler des Volkes verliehen bekommen. Der Ehrentitel konnte an alle Wissenschaftler, ohne Rücksicht auf ihre Staatsangehörigkeit verliehen werden. Es waren jährlich bis zu sechs Ehrungen möglich. Tatsächlich gab es im Schnitt nur knapp drei Verleihungen pro Jahr.

## Vorschlageberechtigung
Der vorschlageberechtigte Personenkreis, der Personen zur Verleihung des Ehrentitels benennen konnte, bestand aus:
- den Mitgliedern der Regierung der DDR
- den wissenschaftlichen Akademien
- den Senaten der Universitäten und Hochschulen
- den Nationalpreisträgern
- den bereits betitelten Hervorragenden Wissenschaftler des Volkes sowie
- den zentralen Organen der Partei und Massenorganisationen der DDR[1]

Die Vorschlagsberechtigten forderten daher in jedem Jahr die Bevölkerung durch Presse, Rundfunk und Versammlungen auf, ihnen begründete Empfehlungen für Vorschläge zur Verleihung des Ehrentitels zu unterbreiten.  Verleihungsvorschläge, die von nachgeordneten Organen der volkseigenen und ihr gleichgestellten Wirtschaft oder den Parteien und Massenorganisationen oder von Arbeitskollektiven oder von Dozentenkollektiven sowie von Einzelpersönlichkeiten ausgingen, konnten nur berücksichtigt werden, wenn diese auch vom vorschlagsberechtigten Personenkreis eingereicht wurden. Die Vorschlagsberechtigten waren bei ihren Vorschlägen nicht an ihre territoriale oder fachliche Zuständigkeit gebunden. Die so entstanden Vorschläge mussten folgende Formerfordernisse erfüllen:
- a) Angaben über die Person des Vorgeschlagenen
- b) eine Übersicht über die Gesamtleistung des Vorgeschlagenen
- c) eine Benennung der Arbeiten, die zur Weiterentwicklung der Wissenschaften ganz besonders beigetragen haben sowie
- d) ein Gutachten von sachkundiger Seite über die Bedeutung der bisherigen Arbeit des Vorgeschlagenen.[1]

Die vollständigen Vorschläge wurden sodann an das Büro des Förderungsausschusses beim Ministerpräsidenten der DDR eingereicht. Das Büro des Förderungsausschusses beim Ministerpräsidenten der DDR leitete nach Prüfung der Unterlagen die Vorschläge an dem vom Ministerrat der DDR ernannten Ausschuss für die Verleihung des Nationalpreises für Wissenschaft und Technik zur Beurteilung weiter. Diesem Ausschuss oblag es dann, ihre nochmals sondierten Vorschläge zu begründen und dem Ministerrat der DDR zur endgültigen Entscheidung zuzuleiten.

## Verleihungsprozedere
Die Verleihungen des Ehrentitels fanden in der Regel am 7. Oktober, dem Tag der Republik, oder einem besonderen Tag im Leben des Ausgezeichneten (z. B. runder Geburtstag) statt. Sie erfolgten dabei in feierlicher Weise durch das Staatsoberhaupt der DDR durch die Überreichung einer Urkunde und einer Medaille. Mit der Verleihung des Ehrentitels war die Auszahlung einer Prämie in Höhe von 40.000 Mark verbunden. Die Prämie war steuerfrei und wurde durch den Haushalt des Förderungsausschusses bereitgestellt.

## Aussehen und Trageweise der Medaille zum Ehrentitel
Die Medaille mit einem Durchmesser von 26 mm bestand bis 1972 aus 750er Gold. Ab 1973 wurde sie nur noch aus vergoldetem Buntmetall gefertigt. Auf dem Avers ist das vom Betrachter aus gesehen nach links blickende Porträt des Physikers Max Planck zu sehen. Das Revers der Medaille zeigt mittig die dreizeilig erhaben geprägte Inschrift: HERVORRAGENDER / WISSENSCHAFTLER / DES VOLKES. Umschlossen wird die Inschrift von zwei gekreuzten Lorbeerzweigen, die sich am oberen Medaillenrand befinden, sowie der Umschrift: DEUTSCHE DEMOKRATISCHE REPUBLIK, die etwa 2/3 des Randes ausmacht. Die Medaille wurde an einer 25 × 15 mm breiten, bandbezogenen und mit goldfarbenen Metallkanten versehenen Tragespange verliehen. Das Band der Spange ist mit gelbem Stoff bezogen. Zusätzlich ist ein 8 mm breiter waagerechter, schwarz-rot-schwarzer Mittelbalken eingewebt. Die dazugehörige Interimsspange ist von gleicher Beschaffenheit. Bis 1972 waren die Spangen aus vergoldetem 900er Silber gefertigt worden.
Die Medaille war auf der rechten oberen Brustseite zu tragen.

## Träger
Insgesamt gab es 112 Verleihungen:
- 1952 (2): Alois Herzog, Adolf Watznauer
- 1953 (6): Theodor Brugsch, Carl Otto von Eicken, Walter Friedrich, Walter König, Berthold Rassow, Viktor Schilling
- 1954 (6): Fritz Löwe, Arthur Scheunert, Wilhelm Schubart, Albert Fromme, Paul Rudolf Geipel, Kurt Pietzsch
- 1955 (6): Albrecht Alt, Wilhelm Comberg, Anton Lissner, Kurt Poppe, Fritz Stather, Max Volmer
- 1956 (6): Theodor Frings, Ludwig Justi,  Karl Kegel, Eduard Maurer, Friedrich Müssemeier, Martin Schenck
- 1957 (4): Walther Fischer, Wilhelm Steinhaus, Gerhardt Katsch, August Sonnefeld,
- 1958 (2): Franz Hein, Georg Spackeler
- 1959 (11): Paula Hertwig, Arthur Baumgarten, Adolf Eckert-Möbius, Hans Heinrich Franck, Walter Frenzel, Gustav Hertz,[4] Hans Jensen, Wilhelm Lahm, Ernst Mangold, Robert Schröder, Hermann Voss
- 1960 (7): Georg Berndt, Max Bürger, Johannes Dobberstein, Heinrich Junker, Johannes Kathe, Walter Stoeckel, Wilhelm Treibs
- 1961 (2): Walter Baetke, Willy Kurth
- 1962 (3): Paul Kunze, Walther Pauer, Kurt Täufel
- 1963 (3): Karl Lohmann, Maxim Zetkin[5], Kurt Gläser
- 1964 (5): Albrecht Peiper, Otto Meißer, Wolfgang Rosenthal, Friedrich Weller, Peter Adolf Thiessen
- 1965 (4): Robert Alt, Werner Krauss, Karl Linser, Kurt Mothes
- 1966 (4): Alfred Borchert, Erich Correns, Leo Stern, Erich Rammler
- 1967 (3): Helmut Kraatz, Hans Stubbe, Karl Velhagen
- 1969 (2): Günther Rienäcker, Max Steenbeck
- 1970 (1): Kurt Schwabe
- 1972 (1): Jürgen Kuczynski
- 1973 (1): Erich Thilo
- 1974 (1): Elisabeth Welskopf
- 1975 (1): Robert Rompe
- 1977 (1): August Sundermann
- 1978 (2): Georg Bilkenroth, Willibald Lichtenheldt
- 1979 (1): Hermann Klare
- 1980 (1): Eberhard Leibnitz
- 1982 (1): Werner Hartke
- 1983 (3): Hanna Wolf, Rudolf Baumann, Samuel Mitja Rapoport
- 1984 (2): Heinz Bethge, Walter Markov
- 1985 (2): Friedrich Jung, Rita Schober
- 1986 (4): Klaus Fuchs, Nikolaus Joachim Lehmann, Karl-Heinz Schmelovsky, Stephan Tanneberger
- 1987 (5): Manfred von Ardenne, Klaus Junge, Karl Lanius, Werner Schatt, Albert Wollenberger
- 1988 (3): Siegfried Dyck, Friedhart Klix, Werner Scheler
- 1989 (6): Ernst Engelberg, Helmut Wolff, Eberhard Hofmann, Lothar Kolditz, Dieter Lau, Hansjürgen Matthies